# NCIS: Los Angeles (3.ª temporada)
A terceira temporada de NCIS: Los Angeles começou dia 20 de setembro de 2011.

## Elenco
| Participante | Participante | Participante | Participante | Participante | Participante        |
| ------------ | ------------ | ------------ | ------------ | ------------ | ------------------- |
|              | Principal    |              | Recorrente   |              | Convidado/Flashback |

| Personagem                | Ator/atriz                                       | Cargo                                         | Participante |
| ------------------------- | ------------------------------------------------ | --------------------------------------------- | ------------ |
| G. Callen                 | Chris O'Donnell                                  | Agente especial do NCIS                       |              |
| Sam Hanna                 | LL Cool J                                        | Agente Especial do NCIS                       |              |
| Kensi Blye                | Daniela Ruah                                     | Agente Especial do NCIS                       |              |
| Marty Deeks               | Eric Christian Olsen                             | Detetive de Ligação LAPD - NCIS               |              |
| "Hetty" Henrietta Lange   | Linda Hunt                                       | Gerente de Operações do NCIS                  |              |
| Eric Beal                 | Barrett Foa                                      | Operador técnico do NCIS                      |              |
| Nell Jones                | Renée Felice Smith                               | Analista de Inteligencia do NCIS              |              |
| Lauren Hunter             | Claire Forlan                                    | Gerente operacional NCIS                      |              |
| Owen Granger              | Miguel Ferrer                                    | Diretor Assistente do NCIS                    |              |
| Leon Vance                | Rocky Carroll                                    | Diretor de NCIS                               | Ep.1         |
| Tracy Keller              | Marisol Nichols                                  | Ex-parceira e ex-esposa de G. Callen          | Ep.6         |
| Mark D. Clookie           | Mark D. Clookie                                  | Diretor de R.H. da Verdadeira Agencia do NCIS | Ep.14        |
| Martin Källström          | Frederick Stuhrberg(Real) Peter Stormare (Falso) | Agente da Interpol                            | Ep.15        |
| Chameleon                 | Christopher Lambert                              | Criminoso Procurado pela Interpol e pela NCIS | Ep.15        |
| "Nate" Dr. Nathaniel Getz | Peter Cambor                                     | Psicologo do NCIS                             | Ep.20        |
| Mike Renko                | Brian Aver                                       | Agente Especial NCIS                          | Ep.23        |

## Episódios
| Sequência | Episódios | Título                     | Direção             | Escrito por                                      | Data de exibição        | Audiência EUA (em milhões) |
| --- | --------- | -------------------------- | ------------------- | ------------------------------------------------ | ----------------------- | -------------------------- |
| 49 | 1         | "Lange H"                  | Tony Wharmby        | Shane Brennan                                    | 20 de setembro de 2011  | 16.71                      |
| A equipe continua na Romênia em busca de Hetty. Callen encontra respostas para segredos do seu passado. Personagens recorrentes: Rocky Carroll como Diretor de NCIS Leon Vance e Claire Forlani como Lauren Hunter. |           |                            |                     |                                                  |                         |                            |
| 50 | 2         | "Cyber Threat"             | Dennis Smith        | Scott Gemmill                                    | 27 de setembro de 2011  | 16.26                      |
| Depois de um ataque cibernético contra o DOD (Department of Defense), NCIS e a equipe da NSA (National Security Agency) até localizar a pessoa responsável. Enquanto isso, Callen continua em buscas de informações sobre seu passado. Personagem recorrente: Claire Forlani como Lauren Hunter.                                |           |                            |                     |                                                  |                         |                            |
| 51 | 3         | "Backstopped"              | Terrence O'Hara     | Shane Brennan e Dave Kalstein                    | 4 de outubro de 2011    | 14.78                      |
| A explosão de um carro envia a equipe numa missão por toda a cidade para encontrar os outros explosivos roubados antes de serem detonados. Sam é enviado disfarçado como especialista de bombas. Em meio a grande protesto, Hunter reorganiza as parcerias da equipe. Personagem recorrente: Claire Forlani como Lauren Hunter. |           |                            |                     |                                                  |                         |                            |
| 52 | 4         | "Deadline"                 | Kate Woods          | Gil Grant                                        | 11 de outubro de 2011   | 15.40                      |
| A equipe NCIS se envolve no conflito da Líbia quando um repórter é assassinado. Callen aprende algo sobre seu passado de Hetty e isso poderia afetar seu relacionamento. |           |                            |                     |                                                  |                         |                            |
| 53 | 5         | "Sacrifice"                | John Peter Kousakis | Joseph C. Wilson                                 | 18 de outubro de 2011   | 15.35                      |
| Uma operação conjunta entre NCIS e LAPD é necessário quando um conhecido terrorista está ligado a um cartel de drogas local. Sam está distraído quando um item importante desaparece. |           |                            |                     |                                                  |                         |                            |
| 54 | 6         | "Lone Wolf"                | James Withmore Jr.  | Christina M. Kim                                 | 25 de outubro de 2011   | 15.89                      |
| Um ex-oficial da inteligência da Marinha é assassinado, e os agentes descobrem sua vida dupla e uma possível ameaça à segurança nacional. |           |                            |                     |                                                  |                         |                            |
| 55 | 7         | "Honor"                    | Tony Wharmby        | R. Scott Gemmil e Jordana Lewis Jaffe            | 1º de novembro de 2011  | 15.52                      |
| A equipe precisa determinar se um fuzileiro naval é um assassino ou vítima de uma conspiração internacional. |           |                            |                     |                                                  |                         |                            |
| 56 | 8         | "Greed"                    | Jan Eliasberg       | Frank Military                                   | 8 de novembro de 2011   | 15.66                      |
| Os agentes viajam para o México para encontrar uma caixa que guarda material mortal. |           |                            |                     |                                                  |                         |                            |
| 57 | 9         | "Betrayal"                 | Karen Gaviola       | Frank Military                                   | 15 de novembro de 2011  | 15.15                      |
| Sam desaparece no Sudão durante uma missão secreta da CIA. |           |                            |                     |                                                  |                         |                            |
| 58 | 10        | "The Debt"                 | Steven DePaul       | Dave Kalstein                                    | 22 de novembro de 2011  | 14.10                      |
| Kensi encara seus sentimentos quando Deeks é demitido do NCIS e enviado de volta ao Departamento de Polícia de Los Angeles. |           |                            |                     |                                                  |                         |                            |
| 59 | 11        | "Higher Power"             | Kevin Bray          | Joe Sachs                                        | 13 de dezembro de 2011  | 16.40                      |
| A equipe procura por um dispositivo roubado de um laboratório de pesquisas da faculdade que tem a capacidade de destruir Los Angeles. |           |                            |                     |                                                  |                         |                            |
| 60 | 12        | "The Watchers"             | Tony Wharmby        | R. Scott Gemmil                                  | 3 de janeiro de 2012    | 17.08                      |
| Nell se disfarça quando uma pesquisadora do Departamento de Defesa é assassinada e ela precisa substituí-la. Primeira aparição de: Owen Granger |           |                            |                     |                                                  |                         |                            |
| 61 | 13        | "Exit Strategy"            | Dennis Smith        | Gregory T. Weidman                               | 10 de janeiro de 2012   | 16.60                      |
| Jada Khaled é sequestrada durante uma emboscada, e a equipe corre para salvá-la. |           |                            |                     |                                                  |                         |                            |
| 62 | 14        | "Partners"                 | Eric Laneuville     | Gil Grant e Dave Kalstein                        | 7 de fevereiro de 2012  | 16.27                      |
| Uma van do serviço diplomático transportando um conteúdo que pode ameaçar a segurança nacional é sequestrada. Enquanto isso, Callen e Sam celebram cinco anos como parceiros, mas enfrentam um duro desafio quando trabalham à paisana em um caso.                                                                              |           |                            |                     |                                                  |                         |                            |
| 63 | 15        | "Crimeleon"                | Terrence O'Hara     | Frank Military                                   | 14 de fevereiro de 2012 | 16.15                      |
| A equipe do NCIS caça um assassino internacional que tem a capacidade de se transformar como um camaleão. Personagem recorrente: Christopher Lambert como Marcel Janvier |           |                            |                     |                                                  |                         |                            |
| 64 | 16        | "Blye, K."                 | Jonathan Frakes     | Joseph C. Wilson                                 | 21 de fevereiro de 2012 | 15.47                      |
| Kensi é levada sob custódia como a principal suspeita em um caso de assassinato envolvendo a unidade de seu falecido pai franco-atirador. |           |                            |                     |                                                  |                         |                            |
| 65 | 17        | "Blye, K. Part 2"          | Terrence O'Hara     | Dave Kalstein                                    | 28 de fevereiro de 2012 | 15.85                      |
| A equipe tenta livrar Kensi de todas as acusações, mas sua tarefa fica mais difícil quando um encontro privado entre Blye e um agente da CIA se torna mortal. |           |                            |                     |                                                  |                         |                            |
| 66 | 18        | "The Dragon and the Fairy" | Tony Wharmby        | Joe Sachs                                        | 20 de março de 2012     | 16.17                      |
| Uma conferência internacional no Consulado do Vietnã pode ser ameaçada quando um tiroteio acontece nas proximidades. A equipe é designada para avaliar se os tiros são um ataque terrorista antes que o Secretário da Marinha chegue.                                                                                           |           |                            |                     |                                                  |                         |                            |
| 67 | 19        | "Vengeance"                | James Withmore Jr.  | Frank Military                                   | 27 de março de 2012     | 14.75                      |
| A morte do de um oficial da inteligência da Marinha é investigada, e as evidências sugerem que um membro da equipe de fuzileiros da Marinha prestes a partir em uma missão de resgate de reféns pode ser o responsável. |           |                            |                     |                                                  |                         |                            |
| 68 | 20        | "Patriot Acts"             | Dennis Smith        | Jordana Lewis Jaffe                              | 10 de abril de 2012     | 12.86                      |
| Quando um fuzileiro aposentado é acusado de criar uma bomba química, a equipe do NCIS: LA se une a força contra terrorismo doméstico do FBI, incluindo o psicólogo Nate Getz. |           |                            |                     |                                                  |                         |                            |
| 69 | 21        | "Touch of Death"           | Tony Wharmby        | Michele Fazekas, Tara Butters & R. Scott Gemmill | 1º de maio de 2012      | 15.21                      |
| O episódio crossover que começou em Hawaii Five-0 se conclui quando Callen, Hanna, e os agentes Danny Williams (Scott Caan) e Chin Ho Kelly (Daniel Dae Kim) viajam do Havaí para Los Angeles em busca de um suspeito que abriga um vírus mortal.                                                                               |           |                            |                     |                                                  |                         |                            |
| 70 | 22        | "Neighborhood Watch"       | Robert Florio       | Christina M. Kim                                 | 8 de maio de 2012       | 14.56                      |
| Kensi e Deeks trabalham disfarçados como um casal na tentativa de expor uma cela da Rússia nos subúrbios. |           |                            |                     |                                                  |                         |                            |
| 71 | 23        | "Sans Voir (Part I)"       | John P. Kousakis    | Gil Grant                                        | 15 de maio de 2012      | 15.19                      |
| A equipa é levada a participar de um jogo mortal, organizado por um criminoso poderoso motivado por vingança. Personagem recorrente: Christopher Lambert como Marcel Janvier |           |                            |                     |                                                  |                         |                            |
| 72 | 24        | "Sans Voir (Part II)"      | Terrence O'Hara     | Shane Brennan                                    | 15 de maio de 2012      | 15.19                      |
| A equipa continua participando de um jogo mortal, organizado por um criminoso com sede de vingança. Hetty pede a demisão. Personagem recorrente: Christopher Lambert como Marcel Janvier |           |                            |                     |                                                  |                         |                            |